# Lighting Matches
Lighting Matches è il primo album in studio del cantante Tom Grennan, pubblicato il 6 luglio 2018 su etichetta discografica Insansity Records.

## Tracce
1. Found What I've Been Looking For – 3:11
2. Royal Highness – 3:13
3. Barbed Wire – 3:05
4. Run in the Rain – 3:57
5. Aboard – 3:53
6. Lighting Matches – 3:29
7. Lucky Ones – 3:33
8. Sober – 3:42
9. I Might – 2:53
10. Make 'Em Like You – 3:39
11. Something in the Water – 3:27
12. Little by Little Love – 3:41

Tracce bonus nella versione deluxe
1. Praying – 3:06
2. Secret Lover – 3:58
3. Sweet Hallelujah – 3:48
4. All Goes Wrong (con i Chase & Status) – 3:43

## Classifiche
| Classifica (2018) | Posizione massima |
| ----------------- | ----------------- |
| Belgio (Fiandre)  | 191               |
| Germania          | 60                |
| Irlanda           | 28                |
| Regno Unito       | 5                 |
| Svizzera          | 36                |